# Festival Internacional de Cine de Cannes de 1960
La 13.ª edición del Festival Internacional de Cine de Cannes se desarrolló entre el 4 al 20 de mayo de 1960. La Palma de Oro fue otorgada a ex aequo a La Dolce Vita de Federico Fellini. El festival la abrió Ben-Hur, dirigida por William Wyler.

## Jurado

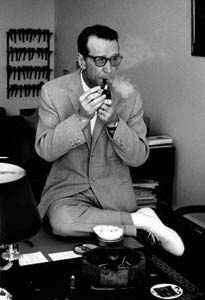
Georges Simenon, presidente del jurado

Las siguientes personas fueron nominadas para formar parte del jurado de la competición principal en la edición de 1960:
- Georges Simenon  Presidente del jurado
- Marc Allégret
- Louis Chauvet  (periodista)
- Diego Fabbri
- Hidemi Ima
- Grigori Kozintsev
- Maurice Leroux
- Max Lippmann  (crític)
- Henry Miller
- Simone Renant
- Ulises Petit de Murat

Cortometrajes
- Georges Altman  (periodista)
- Nicolas Hayer
- Henri Storck
- Jean Vivie  (CST official)
- Dušan Vukotić

## Selección oficial
Las siguientes películas compitieron por la Palma de Oro:

### En competición – películas
- L'Amérique insolite de François Reichenbach
- La aventura de Michelangelo Antonioni
- Zezowate szczęście de Andrzej Munk
- La balada del soldado (Ballada o soldate) de Grigori Chukhrai
- Jakten de Erik Løchen
- Cidade Ameaçada de Roberto Farias
- Los golfos de Carlos Saura
- La Dolce Vita de Federico Fellini
- Ching nu yu hun de Li Han Hsiang
- Parvi urok de Rangel Vulchanov
- Le Trou de Jacques Becker
- Con él llegó el escándalo de Vincente Minnelli
- Si le vent te fait peur de Emile Degelin
- Dama s sobachkoy de Iosif Kheifits
- Macario de Roberto Gavaldón
- Nunca en domingo de Jules Dassin
- Deveti krug de France Štiglic
- Kagi de Kon Ichikawa
- Paw de Astrid Henning-Jensen
- La Procesión de Francis Lauric
- Los dientes del diablode Nicholas Ray y Baccio Bandini
- Moderato Cantabile de Peter Brook
- Hijos y amantes de Jack Cardiff
- Sujata de Bimal Roy
- Telegrame de Gheorghe Naghi y Aurel Miheles
- La carta inacabada (Neotpravlennoye pismo) de Mikhail Kalatozov
- El manantial de la doncella (Jungfrukällan) de Ingmar Bergman
- Kam čert nemůže de Zdeněk Podskalský
- La joven de Luis Buñuel

### Películas fuera de competición
Las siguientes películas fueron seleccionadas para ser exhibidas fuera de la competición:
- Ben-Hur de William Wyler
- Oriente-Occidente de Enrico Fulchignoni

### Cortometrajes en competición
Los siguientes cortometrajes competían para la Palma de Oro al mejor cortometraje:
- Aux confins des deux continents de Emlak Kredi Bankasi
- La ballata del Monte Bianco de Luciano Ricci
- The Blue of the Sky de John Ralmon
- Le brise glace atomique Lenine de Nicholas Tcherskov
- A City Called Copenhagen de Jørgen Roos
- Dagen mijner jaren de Max De Haas
- De Dragul Printesei de Ion Popescu-Gopo
- Enfants des courants d'air de Edouard Luntz
- Fiesta en Xochimilco de Fernando Martínez Álvarez
- Fitz-Roy de Humberto Peruzzi
- Franz Hellens ou documents secrets de Lucien Deroisy
- In Search of Lincoln de Carlisle, Dunphy, Wondsel
- Le journal d'un certain David de Pierre Jallaud, Sylvie Jallaud
- Mali voz de Branislas Bastac
- Materia e forma de Fulvio Tului
- Orff-Schulwerk - Rhythmisch-Melodische Erziehung de Hans Rolf Strobel, Heinz Tichawsky
- Paris la belle de Pierre Prévert
- Perfecto luna d'Archibaldo Burns
- Le pilote m'a dit de Niklaus Gessner
- Pozor de Jiri Brnecka
- Promethee de Todor Dinov
- Die Purpulinie de K.L. Ruppel
- Ragadozo novenyek d'Ágoston Kollányi
- Roman mosaics in Anatolia de M.S. Ipsiroglu
- Shringar de RavI Prakash
- Sorolla, pintor de la luz de Manuel Domínguez
- Le sourire de Serge Bourguignon
- Universe/Notre univers de Roman Kroitor
- Uwaga diabel de Zenon Wasilewski
- Wadlopers d'Emile Van Moerkerken
- Winter Quaters de John P. Taylor

## Palmarés

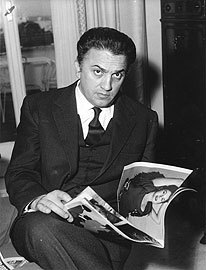
Federico Fellini, ganador de la Palma d'Or

Los galardonados en las secciones oficiales de 1960 fueron:
- Palma de Oro: La Dolce Vita de Federico Fellini
- Gran Premio del Jurado: 
  - La aventura de Michelangelo Antonioni
  - Kagi de Kon Ichikawa
- Premio a la interpretación femenina:
  - Jeanne Moreau por Moderato Cantabile
  - Melina Mercouri por Nunca en domingo
- Mejor participación:[1]
  - Dama s sobachkoy de Iosif Kheifits
  - Ballada o soldate de Grigori Chukhrai
- Palma de Oro al mejor cortometraje: Le sourire de Serge Bourguignon
- Premio del jurado al cortometraje: 
  - Paris la belle de Pierre Prévert
  - A City Called Copenhagen de Jørgen Roos
  - Universe/Notre univers de Roman Kroitor
- Mención especial en el cortometraje: Dagen mijner jaren de Max De Haas

### Premios independentes
- Premios FIPRESCI[6]ː El manantial de la doncella (Jungfrukällan) de Ingmar Bergman
- Premio OCIC[7] Paw de Astrid Henning-Jensen

Otros premios
- Mención especial:
  - El manantial de la doncella (Jungfrukällan) de Ingmar Bergman
  - La joven de Luis Buñuel

## Media
- British Pathé: Cannes Film Festival 1960 footage
- Institut National de l'Audiovisuel: Cannes Festival
- INA: Dolce Vita night at the 1960 Festival
- INA: Llista de guanyadors del Festival de Canes de 1960
- INA: Opening of the Cannes Film Festival

## Ceremonias
- Datos: Q897595